# Municipio de Río Lagartos
El municipio de Río Lagartos es uno de los 106 municipio de Yucatán, México. Se ubica cerca del extremo oriental de la franja litoral del estado.

## Colindancias
Tiene límites administrativos con los siguientes municipios y/o accidentes geográficos, según su ubicación:
|                   | Norte: Golfo de México |                  |
| Oeste: San Felipe |                        | Este: Tizimín    |
|                   | Sur: Panabá            | Sureste: Tizimín |

## Historia

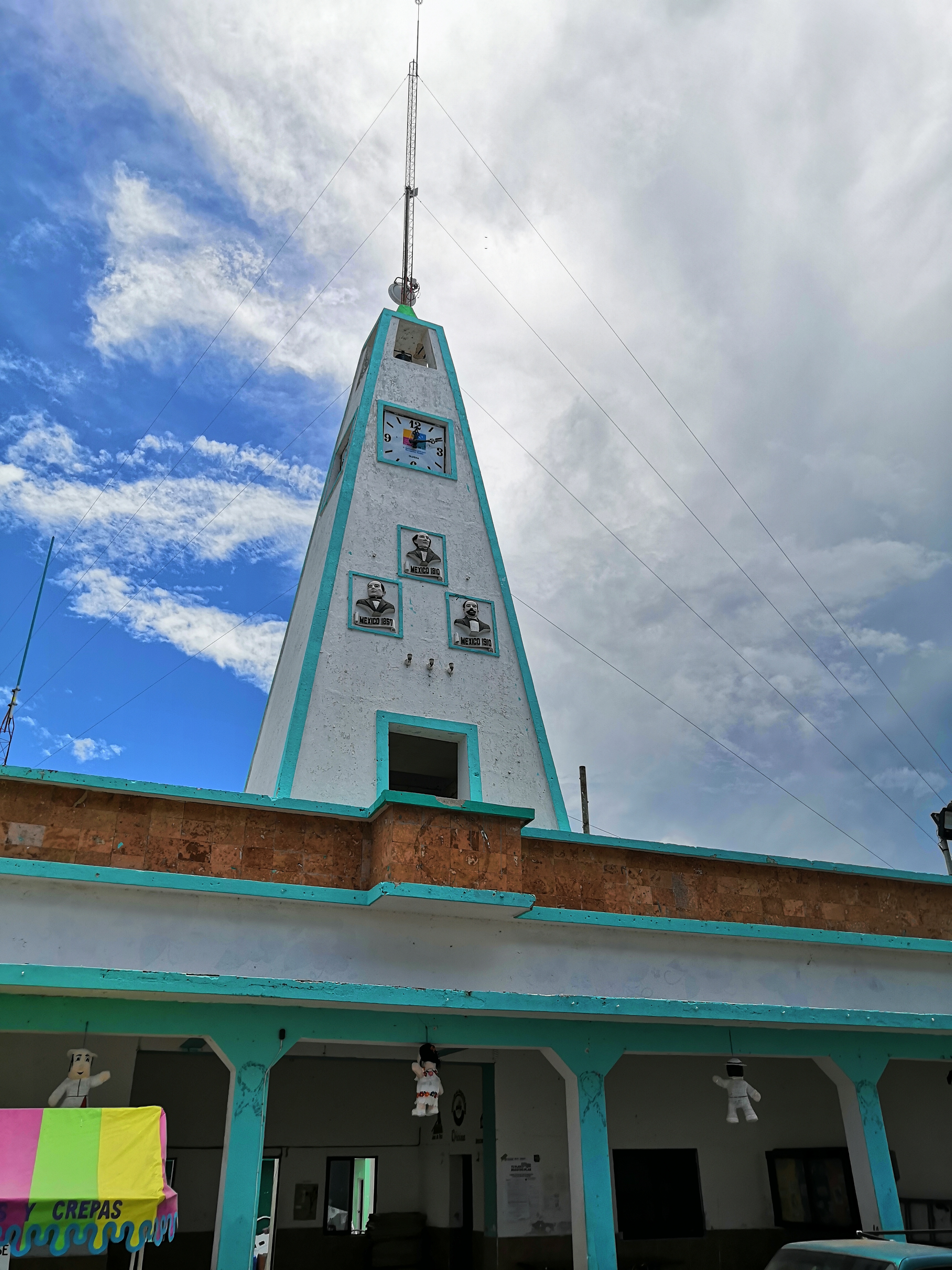
Palacio Municipal de Río Lagartos, sede del Ayuntamiento del municipio y oficina del Presidente Municipal.

Pedro Mártir de Anglería, en su estudio cartográfico De Orbis Novo de 1511, señaló la zona y la denominó Río de Lagartos. Bernal Díaz del Castillo relató en su Historia verdadera de la conquista de la Nueva España que durante uno de los viajes de exploración la tripulación había tenido necesidad de proveerse de agua dulce y, creyendo que se trataba de un río, había decidido explorarlo. A medida que avanzaron hacia el interior, se dieron cuenta de la gran cantidad de cocodrilos que había, y lo nombraron como Ría de los Lagartos.

### Crónica del descubrimiento de Río Lagartos por la expedición de Francisco Hernández de Córdoba
Los expedicionarios habían vuelto a las naves sin el agua dulce que obligó al desembarco. Además, veían mermada su tripulación en más de cincuenta hombres, muchos de ellos marineros, lo que unido a la gran cantidad de heridos graves les impedía maniobrar los tres barcos. Se deshicieron del de menor calado quemándolo en alta mar, después de haber repartido en los otros dos sus velas, anclas y cables. La sed comenzó a ser intolerable. Bernal habla de que se les agrietaban lenguas y gargantas, y de soldados que fallecieron porque la desesperación los llevó a ingerir agua de mar. Otro desembarco de quince hombres, en un lugar al que llamaron Estero de los lagartos sólo obtuvo agua salobre, que aumentó la desesperación de los tripulantes.
Los pilotos Alaminos, Camacho y Álvarez decidieron, a iniciativa de Alaminos, navegar a Florida en lugar de hacerlo directamente a Cuba. El piloto mayor Alaminos recordaba su exploración de La Florida con Juan Ponce de León, y creía saber que esa era la ruta más segura, aunque nada más llegar a Florida advirtió a sus compañeros de la belicosidad de los indios locales. Efectivamente, las veinte personas —entre ellas Bernal y el piloto Alaminos— que desembarcaron en busca de agua fueron atacadas por nativos, aunque esta vez lograron sobreponerse a ellos, no sin que Bernal recibiera su tercera herida del viaje, y Alaminos un flechazo en la garganta. Desapareció también uno de los vigías que se habían puesto en torno a la tropa, Berrio, precisamente el único soldado que había resultado ileso en Champotón. Pero pudieron regresar al barco, y por fin llevaban agua dulce que alivió el sufrimiento de los que habían permanecido en el barco, aunque uno de ellos, siempre según Bernal, bebió tanta que se hinchó y murió a los pocos días.
Ya con agua, se dirigieron a La Habana con los dos navíos restantes, y no sin dificultades —los barcos estaban deteriorados y ya hacían agua, y algunos marineros levantiscos se negaban a accionar las bombas— pudieron desembarcar en el puerto de Carenas (La Habana), dando por terminado el viaje. En algún momento entre 1517 y 1518, los españoles dejaron abandonada en la isla de Términos (actualmente isla del Carmen) a una perra de caza, la lebrela de Términos, que luego recuperaría la expedición de Cortés. Bernal Díaz del Castillo refiere que fue Grijalva el que perdió la perra, pero Cortés atribuye el anecdótico suceso a Hernández. Si fuera así, como supone el moderno biógrafo de Cortés Juan Miralles, debería revisarse la ruta de vuelta de su expedición, que no iría de Champotón a Florida directamente, sino recalando en la isla del Carmen, algo más al sur.

## Pueblos aledaños
Los poblados principales aledaños, a excepción de Las Coloradas, remontan su existencia a la época colonial. Al final del siglo XVII, El Cuyo y Río Lagartos estaban bien establecidos. San Felipe apareció registrado en la cartografía decimonónica. Este último, cabecera del hoy municipio de San Felipe fue fundado en la pequeña playa conocida en lengua maya como Actam Chuleb'

## Economía
El municipio de Río Lagartos tiene diversas actividades que soportan su economía y de entre ellas destaca la industria salinera que es una de las más importantes de la región y aun de México y la industria pesquera.
La agricultura y la ganadería tienen también un papel importante aunque de menor cuantía que las dos anteriores. El turismo es así mismo un sector que se ha desarrollado significativamente en los últimos años, particularmente el turismo de carácter ecológico. El litoral municipal es el pivote de la actividad económica en su conjunto.

## Fiestas Populares
El 25 de julio se realizan fiestas en honor del Patrono del pueblo, Santiago Apóstol; se inician tares días antes con misas, novenas, rosarios, procesiones, vaquerías y corridas de toros.

## Tradiciones y costumbres
Para las festividades de todos los Santos y fieles difuntos se acostumbra colocar un altar en el lugar principal de la casa, donde se ofrece a los difuntos la comida que más les gustaba y el tradicional Mucbil pollo, acompañado de atole de maíz nuevo, y chocolate batido con agua. En las fiestas regionales los habitantes bailan las jaranas, haciendo competencias entre los participantes.

## Trajes típicos
Por costumbre las mujeres usan sencillo Huipil, con bordados que resaltan el corte cuadrado del cuello y el borde del vestido; este se coloca sobre el Fustán, que es un medio fondo rizado sujeto a la cintura con pretina de la misma tela; calzan sandalias, y para protegerse del sol se cubren con un rebozo. Los campesinos, sobre todo los ancianos, visten pantalón holgado de manta cruda, camiseta abotonada al frente, mandil de cotí y sombrero de paja.
Para las vaquerías y fiestas principales las mujeres se engalanan con el Terno, confeccionado con finas telas, encajes y bordados hechos generalmente a mano en punto de cruz. Este se complementa con largas cadenas de oro, aretes, rosario de coral o filigrana y rebozo de Santa María.
Los hombres visten pantalón blanco de corte recto, filipina de fina tela (los ricos llevan en esta prenda botonadura de oro), alpargatas y sombreros de jipijapa, sin faltar el tradicional pañuelo rojo llamado popularmente paliacate, indispensable al bailar la jarana

## Fauna
El 26 de junio de 1979, Ría Lagartos fue declarada como Zona de Refugio Faunístico abarcando una superficie de 47.820 hectáreas. El establecimiento de la zona se fundamentó en el creciente deterioro ambiental de las zonas silvestres, originado por la acción del hombre, y en la necesidad de contar con zonas donde las especies tuvieran un grado mínimo de perturbación, con la finalidad de lograr su conservación y propagación.
Con las nuevas reformas y las leyes vigentes, el 21 de mayo de 1999, Ría Lagartos adquirió categoría de Reserva de la Biosfera con 60.347,82 hectáreas, representada por varios ecosistemas bien conservados y algunos que requieren ser preservados y restaurados, en los cuales habitan especies representativas de la biodiversidad nacional.
Tiene una gran extensión de manglares que son refugio para gran variedad de peces, crustáceos y moluscos, además de ser un sitio de anidación de dos especies de tortugas marinas. Estos humedales de la reserva han tenido reconocimiento internacional, siendo el primer sitio de humedales mexicano inscrito en la Lista de Humedales de Importancia Internacional de Ramsar el 4 de julio de 1986. Asimismo, sus playas fueron decretadas, el 16 de julio de 2002 por el Gobierno Federal, como Área Natural Protegida con categoría de Santuario, establecido para la protección, conservación, repoblación, desarrollo y control de las diversas especies de tortugas marinas, ya que Ría Lagartos se reconoce como una de las principales zonas de arribo de la tortuga carey (Eretmochelys imbricata) y la única en el estado de Yucatán para la tortuga blanca (Chelonia mydas).
Posee un escenario de cortejo y anidación de grandes concentraciones del flamenco rosa del Caribe  que superan los 18.000 individuos. Representa el principal sitio de anidación del flamenco en México. Es una zona ecológica vital parta la reproducción de otras 280 especies de aves, así como una de las áreas de refugio de las 30.000 aves acuáticas migratorias que llegan en invierno.

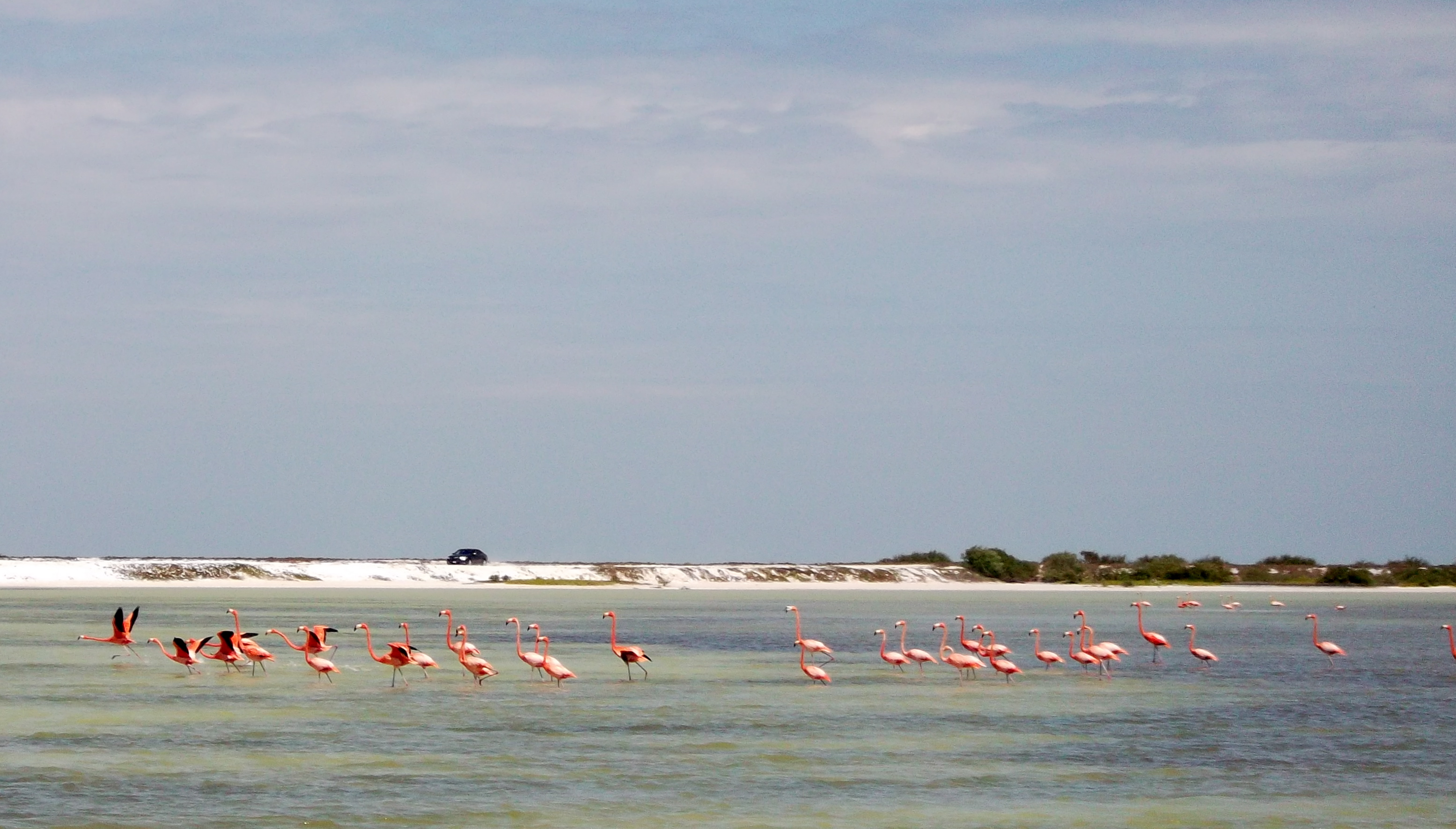
Hermosa y paradisíaca vista de la Ría Lagartos en Yucatán